# Sessão de Terapia
Sessão de Terapia é uma série de televisão brasileira produzida e exibida originalmente pelo GNT entre 1 de outubro de 2012 e 19 de setembro de 2014, em 115 episódios divididos em três temporadas. Após cinco anos, retornou pelo Globoplay sendo exibida entre 30 de agosto de 2019 e 9 de julho de 2021. É uma versão da série israelense BeTipul, criada em 2005 pelo psicanalista Hagai Levi, que gerou a versão estadunidense intitulada In Treatment, a mais conhecida internacionalmente. Foi adaptada por Jaqueline Vargas, com roteiros de Cadu Machado, Ana Luiza Savassi, Luh Maza, Ricardo Inhan, Marilia Toledo e Emilio Boechat, sob direção de Selton Mello.
Conta com Zé Carlos Machado e Selma Egrei nos papéis principais nas três primeiras temporadas e Selton Mello e Morena Baccarin a partir da quarta.

## Produção
Estreou em 1º de outubro de 2012 no canal GNT, no horário das 22:30 e concluiu em 30 de novembro, totalizando 45 episódios. Nos finais de semana, o canal exibiu uma maratona com todos os episódios da semana: aos sábados às 22:00, e aos domingos às 18:50. Em junho de 2013, foi confirmado, através da página oficial da série na rede social Facebook, que as gravações da 2ª temporada se iniciaram no dia 3, com previsão de dois meses. A temporada estreou em 7 de outubro, com Selton Mello novamente a cargo da direção, e encerrou em 22 de novembro, após 35 episódios.
Sessão de Terapia saiu do ar em 2014. Em 2019, retorna na quarta temporada com 35 episódios, sendo que primeiramente será exibido no Globoplay e depois será exibido em 2020 no GNT. Após a conclusão da quinta temporada em 2021, a série entrou em um novo hiato, sendo confirmada a produção da sexta temporada para 2025.

## Enredo

### 1ª Temporada (2012)
A série conta a história de Theo Cecatto (Zé Carlos Machado), um psicoterapeuta de meia-idade, e sua relação com seus pacientes, que comparecem diariamente em seu consultório. A cada dia da semana, Theo atende um paciente diferente: às segundas, Júlia (Maria Fernanda Cândido), mulher que lida com o medo de relacionamentos e se declara apaixonada pelo terapeuta; às terças, Breno (Sérgio Guizé), atirador de elite aparentemente frio cujo erro durante uma operação tática passa a atormentá-lo; às quartas, Nina (Bianca Muller), adolescente ginasta que passa a frequentar a terapia após um acidente de trânsito; às quintas, o casal Ana (Mariana Lima) e João (André Frateschi), em pé de guerra por causa de problemas pessoais e uma gravidez desejada por um e indesejada por outro. Às sextas, Theo vai ao consultório de Dora Aguiar (Selma Egrei), psicóloga e orientadora sênior, e assume o papel de paciente, discutindo o que realmente pensa sobre seus pacientes e refletindo o quanto os problemas deles afetam a sua própria vida pessoal. Ao mesmo tempo, os segredos e dificuldades da relação entre os dois são aos poucos revelados. Paralelamente a isso, Theo vê sua vida familiar e seu casamento com Clarice (Maria Luísa Mendonça) desmoronarem aos poucos, o que influirá diretamente na maneira como analisa seus pacientes.

### 2ª Temporada (2013)
Após os acontecimentos da primeira temporada, Theo se separou de Clarice e se mudou para um apartamento em São Paulo. Lá, ele atende a quatro novos pacientes: Carol (Bianca Comparato) é uma universitária que sofre de câncer; Otávio (Cláudio Cavalcanti) é um empresário que parece sofrer de ataques de ansiedade; Paula (Adriana Lessa) é uma advogada que deseja ser mãe antes que seja tarde demais; e Daniel (Derick Lecouflé) é um garoto de dez anos que sofre com a separação dos pais, Ana (Mariana Lima) e João (André Frateschi), pacientes de Theo na primeira temporada. Assim como na temporada anterior, às sextas-feiras, Theo continua a frequentar o consultório de Dora, que voltou a atender pacientes. Lá, ele reencontra um antigo amor do passado, o que traz à tona sentimentos e revelações sobre sua juventude, a relação problemática com o pai e os reflexos destes fantasmas sobre a personalidade do terapeuta.

### 3ª temporada (2014)
Nesta terceira temporada, Theo retorna de um período de descanso e reflexão. No entanto, assim que retoma suas atividades, descobre que seu filho mais velho está atravessando um momento muito difícil. Esse drama familiar fará com que Theo tenha a oportunidade de se aproximar do irmão Nestor e dos seus outros filhos. Theo continuará atendendo e a cada dia acompanharemos o trajeto de um novo paciente: Diego Duarte (Ravel Andrade) é um adolescente alcoólatra ignorado pelo pai, Bianca Cadore (Letícia Sabatella) é uma mulher casada e submissa às vontades do marido, Felipe Alcântara (Rafael Lozano) é um jovem empresário de origem nobre que não consegue assumir sua orientação sexual, e Milena Dantas (Paula Possani), viúva de Breno Dantas, que aparenta ter se refugiado do luto em uma incessante rotina de tarefas e em um transtorno obsessivo compulsivo. Às sextas-feiras, Theo passa a frequentar um grupo de supervisão com outros terapeutas (Rita Costa (Camila Pitanga), Guilherme Damasceno e o supervisor Evandro Mendes (Fernando Eiras)), onde tenta uma nova abordagem para discutir os problemas de seus pacientes.
A terceira temporada conta com roteiros originais, uma vez que a série original possui apenas duas temporadas. Com o final da temporada, a série foi cancelada pelo GNT, devido aos altos custos de produção.

### 4ª temporada (2019)
A série foi retomada em 2019, desta vez por iniciativa do serviço de streaming Globoplay, que auxiliou nos custos com o canal pago. Entretanto, Zé Carlos Machado não pôde retornar como protagonista, devido a um contrato em vigor com a RecordTV - a não ser uma pequena participação especial no 10º episódio; e, como consequência, Selma Egrei decidiu não retornar à série. Então, foi realizado um soft-reboot da série, agora com o próprio Selton Mello como protagonista.
A série agora conta a história do psicoterapeuta Caio Baronne (Selton Mello), também lidando com seus pacientes: às segundas, Chiara (Fabiula Nascimento), atriz e comediante que precisa administrar a própria necessidade de exposição junto a uma galopante depressão que ela insiste em ignorar; às terças, Guilhermina (Lívia Silva), uma pré-adolescente focada em suas redes sociais e com claras dificuldades para assumir quais são seus verdadeiros problemas; às quartas, Nando (David Junior), que lida com uma disfunção erétil claramente psicológica; às quintas, Haidée (Cecília Homem de Mello), uma viúva aposentada que não consegue se reajustar à nova realidade das pessoas ao seu redor não precisarem mais dela como antes. Às sextas, Caio vai ao consultório da psicóloga Sofia Callas (Morena Baccarin, em seu primeiro papel em uma produção brasileira), que ele trata numa constante oscilação entre o flerte e irritação. Paralelamente, Caio precisa lidar com o seu isolamento decorrente de um trauma sofrido recentemente, e de como seu passado com a sua mãe também o afeta.

### 5ª temporada (2021)
Devido à Pandemia da COVID-19, a temporada foi produzida com protocolos de distanciamento social, além de um roteiro reforçando à questão de saúde mental, mas sem um enfoque direto na pandemia em toda a trama.
Caio continuará atendendo e a cada dia acompanharemos o trajeto de um novo paciente: às segundas, Manu (Letícia Colin), uma estilista que sofre de depressão pós-parto; às terças, Tony (Christian Malheiros), um motoboy com muitas nuances e conflitos; às quartas, Giovana (Luana Xavier), mulher que luta contra a obesidade e a compulsão alimentar; às quintas, Lídia (Miwa Yanagizawa), uma enfermeira que busca ajuda após trabalhar na linha de frente do combate à COVID-19. Às sextas, Caio agora vai ao consultório do Dr. Davi Greco (Rodrigo Santoro), uma vez que Sofia deixou de analisá-lo depois dos fatos da temporada anterior. Paralelamente, Caio precisa lidar com a insistência de sua irmã em se encontrar com seu irmão por parte de pai, Miguel (Danton Mello).

## Temporadas
| Temporada | Temporada | Episódios | Exibição original    | Exibição original      | Emissora  |
| Temporada | Temporada | Episódios | Estreia da temporada | Final da temporada     | Emissora  |
| --------- | --------- | --------- | -------------------- | ---------------------- | --------- |
|           | 1         | 45        | 1 de outubro de 2012 | 30 de novembro de 2012 | GNT       |
|           | 2         | 35        | 7 de outubro de 2013 | 22 de novembro de 2013 | GNT       |
|           | 3         | 35        | 4 de agosto de 2014  | 19 de setembro de 2014 | GNT       |
|           | 4         | 35        | 30 de agosto de 2019 | 30 de agosto de 2019   | Globoplay |
|           | 5         | 35        | 4 de junho de 2021   | 9 de julho de 2021     | Globoplay |

## Elenco
| Intérprete           | Personagem                 | Temporada | Temporada | Temporada | Temporada | Temporada | Temporada |
| Intérprete           | Personagem                 | 1 (2012)  | 2 (2013)  | 3 (2014)  | 4 (2019)  | 5 (2021)  | 6 (2026)  |
| -------------------- | -------------------------- | --------- | --------- | --------- | --------- | --------- | --------- |
| Zé Carlos Machado    | Dr. Theo Cecatto           |           |           |           |           |           |           |
| Selma Egrei          | Drª. Dora Aguiar           |           |           |           |           |           |           |
| Selton Mello         | Dr. Caio Barone            |           |           |           |           |           |           |
| Morena Baccarin      | Drª. Sofia Callas          |           |           |           |           |           |           |
| Rodrigo Santoro      | Dr. Davi Greco             |           |           |           |           |           |           |
| Grace Passô          | Dra. Rosa Gabriel          |           |           |           |           |           |           |
| Mayara Constantino   | Maria Luiza Cecatto (Malu) |           |           |           |           |           |           |
| Norival Rizzo        | Antônio Dantas             |           |           |           |           |           |           |
| Maria Luísa Mendonça | Clarice Cecatto            |           |           |           |           |           |           |
| Luana Tanaka         | Lia Braga                  |           |           |           |           |           |           |
| Giulio Lopes         | Nestor Cecatto             |           |           |           |           |           |           |
| Camila Pitanga       | Drª. Rita Sanchez          |           |           |           |           |           |           |
| Celso Frateschi      | Dr. Guilherme Damasceno    |           |           |           |           |           |           |
| Fernando Eiras       | Dr. Evandro Mendes         |           |           |           |           |           |           |
| Johnnas Oliva        | Rafael Cecatto (Rafa)      |           |           |           |           |           |           |
| Bruna Chiaradia      | Mariana                    |           |           |           |           |           |           |
| Nathalia Timberg     | Alice Barone               |           |           |           |           |           |           |

### Pacientes
| Dia da semana | Temporada                                        | Temporada                            | Temporada                         | Temporada                             | Temporada                  | Temporada                |
| Dia da semana | 1 (2012)                                         | 2 (2013)                             | 3 (2014)                          | 4 (2019)                              | 5 (2021)                   | 6 (2026)                 |
| ------------- | ------------------------------------------------ | ------------------------------------ | --------------------------------- | ------------------------------------- | -------------------------- | ------------------------ |
| Segunda       | Júlia Rebelo (Maria Fernanda Cândido)            | Carol Martins (Bianca Comparato)     | Bianca Cadore (Letícia Sabatella) | Chiara Ferraz (Fabiula Nascimento)    | Manu (Letícia Colin)       | Erica (Olívia Torres)    |
| Terça         | Breno Dantas (Sergio Guizé)                      | Otávio Carvalho (Cláudio Cavalcanti) | Diego Duarte (Ravel Andrade)      | Guilhermina Nowak (Lívia Silva)       | Tony (Christian Malheiros) | Morena (Alice Carvalho)  |
| Quarta        | Nina Vidal (Bianca Müller)                       | Paula Varella (Adriana Lessa)        | Felipe Alcântara (Rafael Lozano)  | Nando Batista (David Junior)          | Giovana (Luana Xavier)     | Ulisses (Paulo Gorgulho) |
| Quinta        | João e Ana Dias (André Frateschi e Mariana Lima) | Daniel Dias (Derick Lecouffle)       | Milena Dantas (Paula Possani)     | Haidée Ortiz (Cecília Homem de Mello) | Lídia (Miwa Yanagizawa)    | Ingrid (Bella Camero)    |

### Participações especiais
| Intérprete            | Personagem          |
| 1ª Temporada (2012)   | 1ª Temporada (2012) |
| --------------------- | ------------------- |
| Paulo Miklos          | Michel Vidal        |
| Netuno Trindade       | Caio Cecatto        |
| 2ª Temporada (2013)   |                     |
| Aline Leite           | Tatiana Carvalho    |
| 3ª Temporada (2014)   |                     |
| Rafael Primot         | Guto                |
| Nicolas Trevijano     | Tadeu Cadore        |
| Ondina Clais Castilho | Neusa               |
| Marco Antônio Pâmio   | Frederico Duarte    |
| 4ª Temporada (2019)   |                     |
| Carolina Borelli      | Vera                |
| David Wendefilm       | Thomas Nowak        |
| Fânia Espinosa        | Carmem Nowak        |
| Thaís Morello         | Elisa               |
| Belize Pombal         | Maria Lúcia Batista |
| 5ª Temporada (2021)   |                     |
| Karine Teles          | Andressa            |
| Danton Mello          | Miguel              |

## Episódios

### Temporada 1 (2012)
| Nº na série | Nº na temporada | Título                 | Diretor | Data de exibição |
| --- | --------------- | ---------------------- | ------- | ---------------- |
| "Júlia - Sessão 01" | Selton Mello    | 1º de outubro de 2012  |         |                  |
| Júlia chega alcoolizada após uma noite em claro e chora na terapia. Ela admite que brigou com o namorado porque está apaixonada por Theo. Ele disfarça, mas fica atordoado.         |                 |                        |         |                  |
| "Breno - Sessão 01" | Selton Mello    | 2 de outubro de 2012   |         |                  |
| Breno é um atirador que matou uma criança em sua última ação na favela. Ele afirma que não sente culpa e quer apenas que Theo dê opinião sobre sua vontade de voltar à favela.      |                 |                        |         |                  |
| "Nina - Sessão 01" | Selton Mello    | 3 de outubro de 2012   |         |                  |
| Nina marcou sessão, pois precisa de uma avaliação psicológica. Ela foi atropelada e está sendo investigada pela seguradora.                                                         |                 |                        |         |                  |
| "Ana e João - Sessão 01" | Selton Mello    | 4 de outubro de 2012   |         |                  |
| Ana e João estão em terapia para decidir se devem fazer um aborto. Pressionado, Theo emite sua opinião e deixa o casal em choque.                                                   |                 |                        |         |                  |
| "Theo - Sessão 01" | Selton Mello    | 5 de outubro de 2012   |         |                  |
| Theo não vê Dora há oito anos. Ele revela que tem crises de ansiedade antes de atender os pacientes. Dora lembra por que pararam de se falar, e Theo fica irritado.                 |                 |                        |         |                  |
| "Júlia - Sessão 02" | Selton Mello    | 8 de outubro de 2012   |         |                  |
| Theo discute com a esposa. Logo depois Júlia chega e conta que vai casar com André. Ela acaba confessando que se envolveu com outro porque Theo não a quis.                         |                 |                        |         |                  |
| "Breno - Sessão 02" | Selton Mello    | 9 de outubro de 2012   |         |                  |
| Breno conta que voltou à favela e não sentiu nada. Ele confessa que o sistema em que foi treinado o faz remover a culpa. Para Theo, Breno está com medo de sentir.                  |                 |                        |         |                  |
| "Nina - Sessão 02" | Selton Mello    | 10 de outubro de 2012  |         |                  |
| Chove e Nina chega encharcada. Ela pede para que Theo a ajude a se despir. Embaraçado, ele chama a esposa. Nina fala do ambiente competitivo e de seu treinador.                    |                 |                        |         |                  |
| "Ana e João - Sessão 02" | Selton Mello    | 11 de outubro de 2012  |         |                  |
| João e Ana cogitam ter o bebê. Enquanto ela fala, Theo percebe uma mancha de sangue se espalhando no sofá. Após discussão com Theo, Clarice faz revelação bombástica.               |                 |                        |         |                  |
| "Theo - Sessão 02" | Selton Mello    | 12 de outubro de 2012  |         |                  |
| Ana liga para Theo e confirma o aborto. Ele conta pra Dora que Clarice é infiel e fala de Júlia. Dora sugere que Theo transfira Júlia para outro terapeuta.                         |                 |                        |         |                  |
| "Júlia - Sessão 03" | Selton Mello    | 15 de outubro de 2012  |         |                  |
| Theo dorme no sofá do consultório, acorda e espera Júlia, que chega muito atrasada e conta dos preparativos do casamento. Theo traz à tona a possibilidade de encerrarem a terapia. |                 |                        |         |                  |
| "Breno - Sessão 03" | Selton Mello    | 16 de outubro de 2012  |         |                  |
| Breno dá uma máquina de café para Theo, que não quer aceitar. Theo conta que largou a mulher e conheceu Júlia.                                                                      |                 |                        |         |                  |
| "Nina - Sessão 03" | Selton Mello    | 17 de outubro de 2012  |         |                  |
| Nina dá um barco de presente para Theo. Na sessão, ela fala do dia do acidente. Theo acha que ela tentou se matar e decide ligar para a mãe dela.                                   |                 |                        |         |                  |
| "Ana e João - Sessão 03" | Selton Mello    | 18 de outubro de 2012  |         |                  |
| Ana vai à sessão sozinha, João chega de surpresa e suspeita que ela tenha um caso com o chefe. Clarice diz a Theo que vai viajar com o amante.                                      |                 |                        |         |                  |
| "Theo - Sessão 03" | Selton Mello    | 19 de outubro de 2012  |         |                  |
| Theo chega agressivo e reclama que o conselho de Dora de transferir Júlia para outro terapeuta foi um erro. Dora afirma que Theo está perdendo o controle.                          |                 |                        |         |                  |
| "Júlia - Sessão 04" | Selton Mello    | 22 de outubro de 2012  |         |                  |
| Júlia conta que fez sexo com Breno. Theo diz que essa atitude de Júlia foi uma reação ao desejo dele de terminar a terapia. Ela discorda e assume que terminou o noivado.           |                 |                        |         |                  |
| "Breno - Sessão 04" | Selton Mello    | 23 de outubro de 2012  |         |                  |
| Breno chega mais cedo e faz questão de pagar a mais. Theo diz que ele usa o dinheiro para se sentir no controle. E Breno conta da noite com Júlia.                                  |                 |                        |         |                  |
| "Nina - Sessão 04" | Selton Mello    | 24 de outubro de 2012  |         |                  |
| Nina chega sem gesso, toda produzida e bêbada. Ela lembra a noite do acidente e sente-se mal. No banheiro, toma comprimidos de Theo e desmaia.                                      |                 |                        |         |                  |
| "Ana e João - Sessão 04" | Selton Mello    | 25 de outubro de 2012  |         |                  |
| Após se insultarem, João fala que a vida com Ana piorou depois da terapia, mas pergunta a Theo se ele acha que Ana o ama.                                                           |                 |                        |         |                  |
| "Theo - Sessão 04" | Selton Mello    | 26 de outubro de 2012  |         |                  |
| Theo cogita terminar a terapia de Júlia para poder ficar com ela, mas Dora é contra. Ele afirma que, apesar de Dora o diminuir, é um excelente terapeuta.                           |                 |                        |         |                  |
| "Júlia - Sessão 05" | Selton Mello    | 29 de outubro de 2012  |         |                  |
| Theo se arruma para Júlia, e ela diz que é seu último dia. Júlia conta que quase cometeu um erro fatal no hospital por estar pensando nele.                                         |                 |                        |         |                  |
| "Breno - Sessão 05" | Selton Mello    | 30 de outubro de 2012  |         |                  |
| Breno conta que saiu de novo com Júlia, e Theo diz que ele está fazendo isso para ofendê-lo. Theo se descontrola, e a sessão não termina bem.                                       |                 |                        |         |                  |
| "Nina - Sessão 05" | Selton Mello    | 31 de outubro de 2012  |         |                  |
| Nina vai à sessão com a mãe, que não quer que a filha volte a treinar após a tentativa de suicídio. Revoltada, Nina diz que vai para a casa do pai.                                 |                 |                        |         |                  |
| "Ana e João - Sessão 05" | Selton Mello    | 1º de novembro de 2012 |         |                  |
| Theo diz a João e Ana que não vai tolerar violência na sessão. Ana conta que João a ameaçou de morte e pede o divórcio.                                                             |                 |                        |         |                  |
| "Theo - Sessão 05" | Selton Mello    | 2 de novembro de 2012  |         |                  |
| Theo e Clarice vão à terapia, e Dora sugere que ele tenha a levado a mulher para confessar algo. Theo acaba contando de Júlia.                                                      |                 |                        |         |                  |
| "Júlia - Sessão 06" | Selton Mello    | 5 de novembro de 2012  |         |                  |
| Júlia reaparece depois que o pai dela enfarta. Theo confessa que gosta dela. Ao sair, Júlia se depara com Clarice.                                                                  |                 |                        |         |                  |
| "Breno - Sessão 06" | Selton Mello    | 6 de novembro de 2012  |         |                  |
| Breno volta e se diz muito confuso. Ele desaba, diz a Theo que a terapia é muito para ele, que quer voltar ao trabalho, mas tem muitas dúvidas.                                     |                 |                        |         |                  |
| "Nina - Sessão 06" | Selton Mello    | 7 de novembro de 2012  |         |                  |
| Nina pede uma pizza. Theo fica feliz em vê-la comer, o que a faz perder o apetite. Ao falar do pai, ela fica perturbada e abandona a sessão.                                        |                 |                        |         |                  |
| "Ana e João - Sessão 06" | Selton Mello    | 8 de novembro de 2012  |         |                  |
| Ana vai à sessão sozinha e pergunta a Theo se deve trair João com o chefe. |                 |                        |         |                  |
| "Theo - Sessão 06" | Selton Mello    | 9 de novembro de 2012  |         |                  |
| Theo e Clarice estão preocupados porque Malu não dormiu em casa. Dora fala que ela pode estar fazendo isso para unir os pais. Clarice diz que Theo não a ama mais.                  |                 |                        |         |                  |
| "Júlia - Sessão 07" | Selton Mello    | 12 de novembro de 2012 |         |                  |
| Júlia surge de surpresa, diz que o pai está melhor e que a terapia de fato acabou. Eles lembram o passado e se despedem na expectativa de um reencontro.                            |                 |                        |         |                  |
| "Breno - Sessão 07" | Selton Mello    | 13 de novembro de 2012 |         |                  |
| Breno diz que vai voltar ao trabalho e agradece a Theo. Ele avisa que um médico da corporação vai procurar o terapeuta. Malu surpreende Theo com revelação.                         |                 |                        |         |                  |
| "Nina - Sessão 07" | Selton Mello    | 14 de novembro de 2012 |         |                  |
| Nina pensa em viajar para visitar o pai. E Theo acha que ela se sente culpada por saber das atitudes do pai e nunca ter contado para a mãe.                                         |                 |                        |         |                  |
| "Ana e João - Sessão 07" | Selton Mello    | 15 de novembro de 2012 |         |                  |
| João está calmo e diz que a semana foi ótima. Mas, angustiada, Ana chora e conta que o traiu. Ele fica triste e, sem querer, João bate no seu rosto dela.                           |                 |                        |         |                  |
| "Theo - Sessão 07" | Selton Mello    | 16 de novembro de 2012 |         |                  |
| Theo e Clarice discutem sobre Malu. Dora sugere um método para os dois desabafarem. Theo assume estar triste por não perceber o quanto Clarice se sente só.                         |                 |                        |         |                  |
| "Júlia - Sessão 08" | Selton Mello    | 19 de novembro de 2012 |         |                  |
| Júlia encontra Theo para eles irem ao enterro de Breno. Ele está péssimo e assume que devia ter impedido Breno de voltar ao trabalho.                                               |                 |                        |         |                  |
| "Breno - Sessão 08" | Selton Mello    | 20 de novembro de 2012 |         |                  |
| O pai de Breno, Antônio, aparece. Ele conta que ouviu rumores de que o filho era gay e se suicidou. Por isso, exige que Theo conte a verdade sobre Breno.                           |                 |                        |         |                  |
| "Nina - Sessão 08" | Selton Mello    | 21 de novembro de 2012 |         |                  |
| Isabel leva Nina para a terapia e depois quer sair com ela. Nina fala pra Theo que se sente mal por não se abrir com a mãe e explode de raiva pelo pai.                             |                 |                        |         |                  |
| "Ana e João - Sessão 08" | Selton Mello    | 22 de novembro de 2012 |         |                  |
| João, sozinho, quer um remédio para depressão e pede ajuda a Theo para lutar pela guarda do filho. Theo diz que não pode tomar partido e conta da morte de Breno.                   |                 |                        |         |                  |
| "Theo - Sessão 08" | Selton Mello    | 23 de novembro de 2012 |         |                  |
| Theo avisa a Dora que Clarice não irá mais às consultas. Ela dá os pêsames por Breno, e Theo a acusa de estar feliz por seu fracasso. Eles acabam discutindo.                       |                 |                        |         |                  |
| "Júlia - Sessão 09" | Selton Mello    | 26 de novembro de 2012 |         |                  |
| Theo pensa em Júlia e liga para ela, mas não consegue falar. Ele conta para Clarice que vai se mudar e eles discutem.                                                               |                 |                        |         |                  |
| "Breno - Sessão 09" | Selton Mello    | 27 de novembro de 2012 |         |                  |
| Malu percebe que Theo está de mudança e fala com o pai sobre Júlia. Ele fica fica surpreso e constrangido.                                                                          |                 |                        |         |                  |
| "Nina - Sessão 09" | Selton Mello    | 28 de novembro de 2012 |         |                  |
| Nina encontra o pai esperando por ela e diz que ele não a conhece como Theo. Ele sai chocado, e Nina vai ao encontro dele.                                                          |                 |                        |         |                  |
| "Ana e João - Sessão 09" | Selton Mello    | 29 de novembro de 2012 |         |                  |
| João e Ana chegam juntos, anunciam que vão se divorciar e pedem a ajuda de Theo. Ana chora, e Theo os deixa sozinhos. De repente há uma chance.                                     |                 |                        |         |                  |
| "Theo - Sessão 09" | Selton Mello    | 30 de novembro de 2012 |         |                  |
| Theo vai ao apartamento de Júlia e diz que ela deve voltar à terapia. Júlia fica decepcionada e acaba discutindo com ele.                                                           |                 |                        |         |                  |

### Temporada 2 (2013)
| Nº na série | Nº na temporada | Título                 | Diretor | Data de exibição |
| --- | --------------- | ---------------------- | ------- | ---------------- |
| "Carol - Sessão 01" | Selton Mello    | 7 de outubro de 2013   |         |                  |
| No novo apartamento que também é consultório, Theo recebe Carol, uma jovem com câncer que não pretende contar à família, nem se tratar.                                              |                 |                        |         |                  |
| "Otavio - Sessão 01" | Selton Mello    | 8 de outubro de 2013   |         |                  |
| Otavio tem ataques de ansiedade e acredita que a causa são os problemas na empresa. Com a ajuda de Theo, ele descobre que a distância da filha é um dos motivos das angústias dele.  |                 |                        |         |                  |
| "Paula - Sessão 01" | Selton Mello    | 9 de outubro de 2013   |         |                  |
| Theo prepara a defesa contra as acusações de Antônio. Depois, recebe Paula, 41 anos, que procura a terapia após descobrir que seus óvulos estão ficando velhos.                      |                 |                        |         |                  |
| "Daniel - Sessão 01" | Selton Mello    | 10 de outubro de 2013  |         |                  |
| Theo atende Daniel, um menino que não se adaptou à separação dos pais. Theo insiste para que o casal leve o menino para mais uma sessão.                                             |                 |                        |         |                  |
| "Dora - Sessão 01" | Selton Mello    | 11 de outubro de 2013  |         |                  |
| Theo reencontra uma amiga de infância na sala de espera de uma psicóloga. Ele conta à Dora sobre o processo e pede um parecer.                                                       |                 |                        |         |                  |
| "Carol - Sessão 02" | Selton Mello    | 14 de outubro de 2013  |         |                  |
| Carol diz que se arrependeu de ter contado que estava doente para o ex-namorado. Theo insiste que ela fale a verdade para a família.                                                 |                 |                        |         |                  |
| "Otavio - Sessão 02" | Selton Mello    | 15 de outubro de 2013  |         |                  |
| Theo mostra a Luiz um panfleto difamatório feito por Antônio. Na consulta, Otavio diz que pensa em ir atrás da filha. Após outro ataque, ele pede medicação para o psicanalista.     |                 |                        |         |                  |
| "Paula - Sessão 02" | Selton Mello    | 16 de outubro de 2013  |         |                  |
| Paula revela que foi abandonada pela mãe e quando jovem fez um aborto com a ajuda do pai. A paciente se irrita quando Theo questiona a forte influência do pai sobre ela.            |                 |                        |         |                  |
| "Daniel - Sessão 02" | Selton Mello    | 17 de outubro de 2013  |         |                  |
| Daniel acredita ser o culpado pelas brigas dos pais. Ana usa o sofrimento do filho para reatar com João, mas ele revela que está com outra pessoa.                                   |                 |                        |         |                  |
| "Dora - Sessão 02" | Selton Mello    | 18 de outubro de 2013  |         |                  |
| Theo relembra quando a mãe dele tentou suicídio. Ele insiste pela avaliação e Dora reafirma que ele tem que voltar à terapia.                                                        |                 |                        |         |                  |
| "Carol - Sessão 03" | Selton Mello    | 21 de outubro de 2013  |         |                  |
| Theo pede a ajuda de Miriam para lembrar detalhe do passado. Carol fica angustiada com um trabalho da faculdade e Theo insiste para que ela conte para a mãe sobre a doença.         |                 |                        |         |                  |
| "Otavio - Sessão 03" | Selton Mello    | 22 de outubro de 2013  |         |                  |
| Otavio conta que foi para Goiás atrás de Tati, mas se sente rejeitado. Theo mostra que essa ruptura pode ser positiva, mas Otavio não aceita.                                        |                 |                        |         |                  |
| "Paula - Sessão 03" | Selton Mello    | 23 de outubro de 2013  |         |                  |
| Paula teme que o marido rejeite um filho dela. Theo fica perplexo quando ela cita o nome completo do esposo.                                                                         |                 |                        |         |                  |
| "Daniel - Sessão 03" | Selton Mello    | 24 de outubro de 2013  |         |                  |
| Ana se revolta quando Daniel revela a identidade na nova namorada de João. Em uma discussão sobre aborto, Theo aconselha que os pais falem sobre o tema com Daniel.                  |                 |                        |         |                  |
| "Dora - Sessão 03" | Selton Mello    | 25 de outubro de 2013  |         |                  |
| Theo conta sobre o encontro com Miriam. Dora questiona se não foi a própria mãe quem criou a distância entre ele e o pai, mas Theo não aceita.                                       |                 |                        |         |                  |
| "Carol - Sessão 04" | Selton Mello    | 28 de outubro de 2013  |         |                  |
| Nestor e Theo discutem saúde do pai, que foi levado para o hospital. Carol continua negando a doença e desmaia durante a sessão de terapia.                                          |                 |                        |         |                  |
| "Otavio - Sessão 04" | Selton Mello    | 29 de outubro de 2013  |         |                  |
| Miriam revela a Theo que o espionava a pedido do pai. Deprimido, Otavio conta que foi mandado embora. Theo aconselha que ele encontre um novo sentido para vida.                     |                 |                        |         |                  |
| "Paula - Sessão 04" | Selton Mello    | 30 de outubro de 2013  |         |                  |
| O pai de Theo piora e ele continua se negando a visitá-lo. Abatida, Paula desiste de ter um filho e pede o divórcio. Theo tenta mudar decisão dela.                                  |                 |                        |         |                  |
| "Daniel - Sessão 04" | Selton Mello    | 31 de outubro de 2013  |         |                  |
| Daniel faz dieta e Theo acredita que só faz isso para agradar os pais. Theo pergunta sobre a reação dele ao aborto. João se atrasa e Daniel se sente abandonado.                     |                 |                        |         |                  |
| "Dora - Sessão 04" | Selton Mello    | 1º de novembro de 2013 |         |                  |
| Milena pede para Theo não processar Antônio. Na consulta, Dora sugere que a mãe de Theo tenha imposto o fardo de cuidá-la.                                                           |                 |                        |         |                  |
| "Carol - Sessão 05" | Selton Mello    | 4 de novembro de 2013  |         |                  |
| Abatida, Carol sonda Theo para acompanhá-la na quimioterapia. Mas, se irrita quando ele sugere que ela procure ajuda.                                                                |                 |                        |         |                  |
| "Otavio - Sessão 05" | Selton Mello    | 5 de novembro de 2013  |         |                  |
| Tati se sente responsável pela ansiedade de Otavio e revela que é namorada de Erika. Theo sugere que ela leve o pai ao consultório para falar sobre isso.                            |                 |                        |         |                  |
| "Paula - Sessão 05" | Selton Mello    | 6 de novembro de 2013  |         |                  |
| Theo é seguido na rua por Antônio, que ordena que ele não procure mais Milena. Paula se revolta quando Theo revela que Luís é advogado dele.                                         |                 |                        |         |                  |
| "Daniel - Sessão 05" | Selton Mello    | 7 de novembro de 2013  |         |                  |
| João desabafa com Theo de atitudes do filho e conta que ele largou a dieta. Theo fala sobre o medo de Dani de ser abandonado e relaciona o temor com o aborto de Ana.                |                 |                        |         |                  |
| "Dora - Sessão 05" | Selton Mello    | 8 de novembro de 2013  |         |                  |
| Theo fala sobre a pressão que a filha dele faz para que ele visite o pai na UTI. Dora tenta fazer com que ele perdoe, mas Theo se irrita. Ele vai ao hospital para tentar ver o pai. |                 |                        |         |                  |
| "Carol - Sessão 06" | Selton Mello    | 11 de novembro de 2013 |         |                  |
| Carol fica brava por Theo ter contado à mãe dela sobre a doença. Ele entrega para a paciente a maquete reconstruída. Quando ela sai, Theo marca um encontro com Miriam.              |                 |                        |         |                  |
| "Otavio - Sessão 06" | Selton Mello    | 12 de novembro de 2013 |         |                  |
| Theo e Miriam se beijam. Ela planeja o futuro juntos, mas Theo tem dúvidas. No consultório, Otávio reage quando a filha revela que namora Érika.                                     |                 |                        |         |                  |
| "Paula - Sessão 06" | Selton Mello    | 13 de novembro de 2013 |         |                  |
| Paula se frustra por não estar grávida. E faz revelação quando Theo sugere que ela procure a mãe.                                                                                    |                 |                        |         |                  |
| "Daniel - Sessão 06" | Selton Mello    | 14 de novembro de 2013 |         |                  |
| Daniel sofre bullying e Ana quer mudar o filho de escola. João se opõe ao desejo dela de se mudar para o Rio de Janeiro.                                                             |                 |                        |         |                  |
| "Dora - Sessão 06" | Selton Mello    | 15 de novembro de 2013 |         |                  |
| Theo decide separar melhor a vida profissional da pessoal. Malu faz Theo prometer que vai ao hospital. Mas, ele é surpreendido quando chega para visitar o pai.                      |                 |                        |         |                  |
| "Carol - Sessão 07" | Selton Mello    | 18 de novembro de 2013 |         |                  |
| Carol anuncia que pretende deixar a terapia e Theo insiste para que ela continue. Sai a decisão do Conselho de Psicologia o sobre processo de Theo.                                  |                 |                        |         |                  |
| "Otavio - Sessão 07" | Selton Mello    | 19 de novembro de 2013 |         |                  |
| Theo fica sem coragem para abrir quadro pintado por Lia. Otavio se diz pronto para terapia e pede mais consultas.                                                                    |                 |                        |         |                  |
| "Paula - Sessão 07" | Selton Mello    | 20 de novembro de 2013 |         |                  |
| Theo sente culpa pela morte do pai e Malu sugere que ele tire um tempo. No trabalho, ele recomenda que Paula considere a adoção de uma criança.                                      |                 |                        |         |                  |
| "Daniel - Sessão 07" | Selton Mello    | 21 de novembro de 2013 |         |                  |
| Daniel revela que não quer morar no Rio de Janeiro. Theo aconselha que ele diga à mãe o que sente. Ana e João discutem até que finalmente concordam com uma solução.                 |                 |                        |         |                  |
| "Dora - Sessão 07" | Selton Mello    | 22 de novembro de 2013 |         |                  |
| Theo desmarca sessões e pretende dar um tempo como terapeuta. Dora tenta argumentar e mudar decisão dele.                                                                            |                 |                        |         |                  |

### Temporada 3 (2014)
| Nº na série | Nº na temporada | Título                 | Diretor | Data de exibição |
| --- | --------------- | ---------------------- | ------- | ---------------- |
| "Bianca - Sessão 01" | Selton Mello    | 4 de agosto de 2014    |         |                  |
| Após um período fora de casa, Theo recebe uma carta para se juntar ao grupo de supervisão de Evandro. Atende Bianca, que quer salvar seu casamento. Depois, Rafael chega ferido.     |                 |                        |         |                  |
| "Diego - Sessão 01" | Selton Mello    | 5 de agosto de 2014    |         |                  |
| Malu conta a Theo que Rafael se envolveu com drogas. Theo atende Diego, um garoto rico com problemas de alcoolismo. O problema é a relação distante dele com o pai, Frederico.       |                 |                        |         |                  |
| "Felipe - Sessão 01" | Selton Mello    | 6 de agosto de 2014    |         |                  |
| Theo atende Felipe, engenheiro de família rica. Influenciado pela mãe, Felipe vai casar com uma mulher e não tem coragem de assumir que é gay e namora o veterinário Guto.           |                 |                        |         |                  |
| "Milena - Sessão 01" | Selton Mello    | 7 de agosto de 2014    |         |                  |
| A viúva de Breno reaparece. Após a morte do marido, Milena desenvolveu manias, mas não se enxerga com problemas. Nestor visita Theo e eles discutem sobre Rafael.                    |                 |                        |         |                  |
| "Evandro - Sessão 01" | Selton Mello    | 8 de agosto de 2014    |         |                  |
| Na supervisão de Evandro, Theo encontra Guilherme, um antigo colega, e conhece Rita. Theo diz que se identificou com o pai de Diego por também estar afastado de seu filho Rafael.   |                 |                        |         |                  |
| "Bianca - Sessão 02" | Selton Mello    | 11 de agosto de 2014   |         |                  |
| Com a mão enfaixada, Bianca revela que se machucou defendendo o filho, Enzo, de uma briga com seu marido Tadeu. Theo insiste para que Bianca o conte se sofre alguma agressão.       |                 |                        |         |                  |
| "Diego - Sessão 02" | Selton Mello    | 12 de agosto de 2014   |         |                  |
| Diego tenta beber, mas Theo o impede. Ele fala da relação distante com o pai, e Theo acha que ele quer chamar atenção com a bebida. Malu chega e fala sobre Rafael com Theo.         |                 |                        |         |                  |
| "Felipe - Sessão 02" | Selton Mello    | 13 de agosto de 2014   |         |                  |
| Theo tenta falar com Rafa, mas ele vai para casa de Lia. Felipe conta que Guto saiu de casa. Felipe Não consegue se assumir para a mãe nem para si. Rafa desmaia no banheiro de Lia. |                 |                        |         |                  |
| "Milena - Sessão 02" | Selton Mello    | 14 de agosto de 2014   |         |                  |
| De licença da faculdade, Milena diz estar enjoada, mas Theo não crê. Ele sugere que Milena tem TOC, mas ela se recusa a ir ao psiquiatra. Nestor descobre que Theo internou Rafael.  |                 |                        |         |                  |
| "Evandro - Sessão 02" | Selton Mello    | 15 de agosto de 2014   |         |                  |
| Theo conta da internação de Rafael. Ele questiona a continuidade da terapia com Diego, por medo de uma transferência e vê-lo como seu filho. Rita e Theo vão tomar um café.          |                 |                        |         |                  |
| "Bianca - Sessão 03" | Selton Mello    | 18 de agosto de 2014   |         |                  |
| Bianca diz que as coisas estão melhores com Tadeu, mas depois desabafa que não aguenta mais a desconfiança do marido e revela agressões. Theo a aconselha a procurar a polícia.      |                 |                        |         |                  |
| "Diego - Sessão 03" | Selton Mello    | 19 de agosto de 2014   |         |                  |
| Neusa aparece, mas Theo insiste em ver o pai de Diego. Diego sofre, sem entender porque o pai não lhe dá atenção. Diego quer saber de onde vem o ódio de seu pai.                    |                 |                        |         |                  |
| "Felipe - Sessão 03" | Selton Mello    | 20 de agosto de 2014   |         |                  |
| Malu pede que Theo tire Rafa da clínica. Felipe fala da relação com a mãe. Theo explica o complexo de Édipo, e o paciente diz que não consegue se assumir e que romperá com Guto.    |                 |                        |         |                  |
| "Milena - Sessão 03" | Selton Mello    | 21 de agosto de 2014   |         |                  |
| Milena trava na consulta e revela que também travou na faculdade. Theo insiste na importância da consulta com um psiquiatra. Ele indica um colega e Milena aceita ir.                |                 |                        |         |                  |
| "Evandro - Sessão 03" | Selton Mello    | 22 de agosto de 2014   |         |                  |
| Rita e Theo se aproximam. Rita confessa que ela e Guilherme têm um caso não assumido, e eles saem do grupo. Em casa, Nestor conta a Theo que Rafael fugiu da clínica.                |                 |                        |         |                  |
| "Bianca - Sessão 04" | Selton Mello    | 25 de agosto de 2014   |         |                  |
| Theo procura Rafa. Ferida, Bianca conta que Tadeu tentou matá-la e ela fugiu com o filho. Bianca pede que Theo a acompanhe à polícia, mas ele diz que ela deve ir sozinha.           |                 |                        |         |                  |
| "Diego - Sessão 04" | Selton Mello    | 26 de agosto de 2014   |         |                  |
| Theo não tem notícia de Rafa. Diego conta que atropelou um homem e quase o matou. Theo o aconselha a se aceitar, a se amar. Diego se emociona e confessa que nem gosta de beber.     |                 |                        |         |                  |
| "Felipe - Sessão 04" | Selton Mello    | 27 de agosto de 2014   |         |                  |
| Felipe conta que a mãe está internada. Ele se culpa por não impedir que ela trabalhasse demais. Theo acha que ele está usando o ocorrido como desculpa para não se assumir.          |                 |                        |         |                  |
| "Milena - Sessão 04" | Selton Mello    | 28 de agosto de 2014   |         |                  |
| Nestor descobre onde Rafa está. Theo pergunta à Milena se ela já começou a tomar o remédio. Ela tenta convencê-lo de que está tomando, e diz sentir falta de Breno.                  |                 |                        |         |                  |
| "Evandro - Sessão 04" | Selton Mello    | 29 de agosto de 2014   |         |                  |
| Theo se irrita quando Evandro diz que ele se identifica com os pacientes fragilizados. Evandro nota como Theo só procura a terapia em momentos críticos. Theo vai embora.            |                 |                        |         |                  |
| "Bianca - Sessão 05" | Selton Mello    | 1 de setembro de 2014  |         |                  |
| Bianca conta que Tadeu está atrás dela e do filho. Ela foi até a delegacia e ele foi intimado a depor. Bianca recebe uma ligação e descobre que Tadeu sabe onde eles estão.          |                 |                        |         |                  |
| "Diego - Sessão 05" | Selton Mello    | 2 de setembro de 2014  |         |                  |
| Theo recebe a visita de Frederico, que confessa que Diego não é seu filho. Theo sugere um exame, mas Frederico não tem dúvida. Theo sugere que ele faça uma sessão com o filho.      |                 |                        |         |                  |
| "Felipe - Sessão 05" | Selton Mello    | 3 de setembro de 2014  |         |                  |
| A mãe de Felipe melhora. Guto aparece para saber de uma decisão. Guto fala da importância da família para Felipe, que revela o casamento foi adiantado. Guto termina com ele.        |                 |                        |         |                  |
| "Milena - Sessão 05" | Selton Mello    | 4 de setembro de 2014  |         |                  |
| Nestor e Theo discutem sobre Rafael e o passado. Milena trava ao entrar no carro e chega atrasada. Para convencer Theo, Milena mostra uma cartela de comprimidos vazia.              |                 |                        |         |                  |
| "Dora - Sessão 01" | Selton Mello    | 5 de setembro de 2014  |         |                  |
| Theo conta a Dora sobre Rita e diz que ficou sozinho com Evandro. Theo não quer fazer terapia. Dora propõe fazer três sessões para que ele se decida.                                |                 |                        |         |                  |
| "Bianca - Sessão 06" | Selton Mello    | 8 de setembro de 2014  |         |                  |
| Theo recebe Tadeu, que revela as mentiras de Bianca. Theo fica em dúvida, e Tadeu passa o contato do psiquiatra que atendeu Bianca. Theo liga e confirma a história de Tadeu.        |                 |                        |         |                  |
| "Diego - Sessão 06" | Selton Mello    | 9 de setembro de 2014  |         |                  |
| Theo e a família cuidam de Rafael. Diego descobre que seu pai conversou com Theo. Conta que parou de beber, e fala sobre o teste de DNA para confirmar se Frederico é seu pai.       |                 |                        |         |                  |
| "Felipe - Sessão 06" | Selton Mello    | 10 de setembro de 2014 |         |                  |
| Rita e Theo se encontram. Felipe revela que os pais sabem que ele é gay. Ele conta que recebeu conselhos do pai e conversou com a mãe, que disse para ele continuar se escondendo.   |                 |                        |         |                  |
| "Milena - Sessão 06" | Selton Mello    | 11 de setembro de 2014 |         |                  |
| Milena conta que Vitor pôs fogo na cozinha e ela travou vendo a cena, demorando a socorrê-lo. Ela confessa que não toma o remédio. Theo ajuda, e ela toma seu primeiro comprimido.   |                 |                        |         |                  |
| "Dora - Sessão 02" | Selton Mello    | 12 de setembro de 2014 |         |                  |
| Theo fala que sua visão afetou a família e o casamento. Diz que se preocupa com os outros, mas nunca se aprofundou nas próprias questões. Theo lê cartas do seu pai e se emociona.   |                 |                        |         |                  |
| "Bianca - Sessão 07" | Selton Mello    | 15 de setembro de 2014 |         |                  |
| Angustiada, Bianca quer Tadeu. Enquanto vai ao banheiro, Theo faz uma ligação e passa o paradeiro de Enzo a alguém. Ela tenta fugir, Theo impede. Tadeu chega para interná-la.       |                 |                        |         |                  |
| "Diego - Sessão 07" | Selton Mello    | 16 de setembro de 2014 |         |                  |
| Diego quer parar a terapia. Frederico aparece e pede para participar da sessão, pois já sabe o resultado: é mesmo pai de Diego. Quer se entender com o filho, mas Diego vai embora.  |                 |                        |         |                  |
| "Felipe - Sessão 07" | Selton Mello    | 17 de setembro de 2014 |         |                  |
| Rita e Theo estão juntos. Felipe diz que cortou relação com a mãe, pediu demissão e contou tudo à noiva. Durante a sessão, recebe presente da mãe pedindo desculpa, mas segue firme. |                 |                        |         |                  |
| "Milena - Sessão 07" | Selton Mello    | 18 de setembro de 2014 |         |                  |
| Rafael pede desculpa a Theo. Medicada, Milena chega mais calma. Ela diz se sentir responsável pela morte dos pais. Theo não a vê culpada, mas diz que o TOC vem do medo da perda.    |                 |                        |         |                  |
| "Dora - Sessão 03" | Selton Mello    | 19 de setembro de 2014 |         |                  |
| Theo conta que tem medo de ter traído uma paciente. Dora diz que ele agiu dentro dos limites e tentou ajudá-la. Dora fala de como Theo procura a terapia em momentos de emergência.  |                 |                        |         |                  |

### Temporada 4 (2019)
| Nº na série | Nº na temporada | Título               | Diretor | Data de exibição |
| --- | --------------- | -------------------- | ------- | ---------------- |
| "Chiara - Sessão 1" | Selton Mello    | 30 de agosto de 2019 |         |                  |
| Caio atende uma comediante que está com estafa e mal consegue trabalhar. Ela fica ofendida com as considerações dele e ameaça não voltar.                                          |                 |                      |         |                  |
| "Guilhermina - Sessão 1" | Selton Mello    | 30 de agosto de 2019 |         |                  |
| Guilhermina é uma criança rica que afirma ter sofrido bullying na escola. Caio desconfia que há algo de errado com ela.                                                            |                 |                      |         |                  |
| "Nando - Sessão 1" | Selton Mello    | 30 de agosto de 2019 |         |                  |
| Nando é jovem executivo bem-sucedido que está com problemas no casamento e procura a ajuda de Caio.                                                                                |                 |                      |         |                  |
| "Haidée - Sessão 1" | Selton Mello    | 30 de agosto de 2019 |         |                  |
| Haidée é uma senhora que faz questão de parecer muito mais velha do que é e pede ajuda a Caio. O terapeuta é surpreendido quando invadem o consultório dele.                       |                 |                      |         |                  |
| "Caio - Sessão 1" | Selton Mello    | 30 de agosto de 2019 |         |                  |
| Após dois meses, Caio volta à supervisão e Sofia questiona o tempo de ausência dele. Ele demonstra interesse pela terapeuta e sai para curtir uma balada.                          |                 |                      |         |                  |
| "Chiara - Sessão 2" | Selton Mello    | 30 de agosto de 2019 |         |                  |
| Depois de dormir na sala de espera do consultório, Chiara diz a Caio que está ansiosa. O terapeuta ainda recebe outro paciente após atender a comediante.                          |                 |                      |         |                  |
| "Guilhermina - Sessão 2" | Selton Mello    | 30 de agosto de 2019 |         |                  |
| Caio recebe a mãe de Guilhermina, que pede desculpas ao terapeuta e revela que está com problemas. Guilhermina faz confissões a Caio.                                              |                 |                      |         |                  |
| "Nando - Sessão 2" | Selton Mello    | 30 de agosto de 2019 |         |                  |
| Caio recebe uma nova paciente. Depois, Nando chega ao consultório, faz uma revelação e diz que não está sabendo lidar com a mulher dele.                                           |                 |                      |         |                  |
| "Haidée - Sessão 2" | Selton Mello    | 30 de agosto de 2019 |         |                  |
| Haidée fala sobre o estado de saúde dela com Caio. Depois, o terapeuta recebe uma visita inesperada no consultório.                                                                |                 |                      |         |                  |
| "Caio - Sessão 2" | Selton Mello    | 30 de agosto de 2019 |         |                  |
| Caio recebe a visita do seu antigo terapeuta Theo no consultório. Ele desabafa e é aconselhado pelo amigo.                                                                         |                 |                      |         |                  |
| "Chiara - Sessão 3" | Selton Mello    | 30 de agosto de 2019 |         |                  |
| Chiara chega de repente ao consultório e interrompe Caio. Ela relembra o passado e se lamenta com o terapeuta.                                                                     |                 |                      |         |                  |
| "Guilhermina - Sessão 3" | Selton Mello    | 30 de agosto de 2019 |         |                  |
| Caio consegue avançar no tratamento de Guilhermina e a jovem faz revelações ao terapeuta.                                                                                          |                 |                      |         |                  |
| "Nando - Sessão 3" | Selton Mello    | 30 de agosto de 2019 |         |                  |
| Caio atende Nando, que conta sobre o que aconteceu no fim de semana. Nando ainda fala sobre o trabalho dele com o terapeuta.                                                       |                 |                      |         |                  |
| "Haidée - Sessão 3" | Selton Mello    | 30 de agosto de 2019 |         |                  |
| Haidée conta a Caio que reencontrou uma pessoa do passado e ainda confessa que não está sabendo lidar com a nora.                                                                  |                 |                      |         |                  |
| "Caio - Sessão 3" | Selton Mello    | 30 de agosto de 2019 |         |                  |
| Caio procura Sofia e conta que esteve com Theo. O terapeuta concorda que a supervisora estava certa sobre ele.                                                                     |                 |                      |         |                  |
| "Chiara – Sessão 4" | Selton Mello    | 30 de agosto de 2019 |         |                  |
| Chiara questiona as anotações de Caio e conta como virou meme nas redes. Ela reclama que perdeu um papel para outra atriz e ainda lembra de um teste que fez quando criança.       |                 |                      |         |                  |
| "Guilhermina - Sessão 4" | Selton Mello    | 30 de agosto de 2019 |         |                  |
| Guilhermina revela que não contou tudo sobre Pedro e Caio tenta convencer a menina a falar a verdade para os pais.                                                                 |                 |                      |         |                  |
| "Nando – Sessão 4" | Selton Mello    | 30 de agosto de 2019 |         |                  |
| Nando aparece diferente na sessão e revela que está afastado do trabalho. |                 |                      |         |                  |
| "Haidée – Sessão 4" | Selton Mello    | 30 de agosto de 2019 |         |                  |
| Haidée diz que foi ao cinema com Ivan e lembra da infância no abrigo. Caio atende um paciente que pouco fala.                                                                      |                 |                      |         |                  |
| "Caio – Sessão 4" | Selton Mello    | 30 de agosto de 2019 |         |                  |
| Caio recebe a visita de Mariana. Para Sofia, Caio mente sobre a mãe, mas depois revela a verdade. Sofia fica sensibilizada com as revelações do terapeuta.                         |                 |                      |         |                  |
| "Chiara – Sessão 5" | Selton Mello    | 30 de agosto de 2019 |         |                  |
| Caio é procurado por jornalistas depois que o áudio de uma sessão vaza e viraliza na internet. Chiara fala sobre a mãe e revela que reencontrou uma antiga paixão.                 |                 |                      |         |                  |
| "Guilhermina – Sessão 5" | Selton Mello    | 30 de agosto de 2019 |         |                  |
| Thomas, o pai de Guilhermina, pede desculpas a Caio. Thomas, Carmem e Guilhermina discutem no consultório.                                                                         |                 |                      |         |                  |
| "Nando – Sessão 5" | Selton Mello    | 30 de agosto de 2019 |         |                  |
| Nando chega arrasado ao consultório e conta o que aconteceu com ele no trabalho. Ao fim da sessão, ele e Caio se estranham.                                                        |                 |                      |         |                  |
| "Haidée - Sessão 5" | Selton Mello    | 30 de agosto de 2019 |         |                  |
| Haidée revela que teve outra crise de pânico. Após ter o resultado dos exames, ela diz a Caio que decidiu viver a própria vida.                                                    |                 |                      |         |                  |
| "Caio - Sessão 5" | Selton Mello    | 30 de agosto de 2019 |         |                  |
| Caio fala sobre a mãe na sessão e assume que se sente culpado. O terapeuta volta a se insinuar para Sofia.                                                                         |                 |                      |         |                  |
| "Chiara - Sessão 6" | Selton Mello    | 30 de agosto de 2019 |         |                  |
| Os pais de Chiara se separam após ouvirem o áudio da sessão dela com Caio. Chiara se dá conta que não tem amigos. Internada, a mãe de Chiara não quis receber a filha no hospital. |                 |                      |         |                  |
| "Guilhermina - Sessão 6" | Selton Mello    | 30 de agosto de 2019 |         |                  |
| Guilhermina revela que sofreu bullying após Pedro ter vazado uma foto dela. A menina passa mal no consultório e precisa da ajuda de Carmen.                                        |                 |                      |         |                  |
| "Nando - Sessão 6" | Selton Mello    | 30 de agosto de 2019 |         |                  |
| Maria Lúcia conversa com Caio e diz que a terapia tem ajudado o marido dela. Nando revela que o filho sofreu racismo. O casal discute a relação e Nando pede mais uma chance.      |                 |                      |         |                  |
| "Haidée - Sessão 6" | Selton Mello    | 30 de agosto de 2019 |         |                  |
| Haidée chega animada ao consultório após passar a noite com Ivan. Ela revela que pela primeira vez gostou de fazer sexo.                                                           |                 |                      |         |                  |
| "Caio - Sessão 6" | Selton Mello    | 30 de agosto de 2019 |         |                  |
| Caio recebe um vídeo do último aniversário de Elisa. Ele revela que sentiu atração por Maria Lúcia e Sofia fica com ciúme. A terapeuta diz que eles precisam parar o atendimento.  |                 |                      |         |                  |
| "Chiara - Sessão 7" | Selton Mello    | 30 de agosto de 2019 |         |                  |
| Chiara revela que reencontrou uma antiga paixão e conseguiu ser ela mesma. Ela conta a Caio que se acertou com a mãe e fala sobre um novo desafio profissional.                    |                 |                      |         |                  |
| "Guilhermina - Sessão 7" | Selton Mello    | 30 de agosto de 2019 |         |                  |
| Os pais de Guilhermina dizem que vão para a Suíça, mas Guilhermina quer continuar a terapia pela internet.                                                                         |                 |                      |         |                  |
| "Nando - Sessão 7" | Selton Mello    | 30 de agosto de 2019 |         |                  |
| Caio e Sofia discutem a relação. Nando está feliz porque voltou para casa e tem um novo emprego.                                                                                   |                 |                      |         |                  |
| "Haidée - Sessão 7" | Selton Mello    | 30 de agosto de 2019 |         |                  |
| Caio marca um paciente no horário da Sofia. Haidée conta que Ivan foi jantar na casa dela. Ela diz que vai morar sozinha e dá um presente a Caio.                                  |                 |                      |         |                  |
| "Caio - Sessão 7" | Selton Mello    | 30 de agosto de 2019 |         |                  |
| Isabel agradece a Caio. Sílvia faz uma revelação e o terapeuta se vê diante de um dos momentos mais difíceis da vida dele.                                                         |                 |                      |         |                  |

### Temporada 5 (2021)
| Nº na série | Nº na temporada | Título              | Diretor | Data de exibição |
| --- | --------------- | ------------------- | ------- | ---------------- |
| "Manu - Sessão 1" | Selton Mello    | 4 de junho de 2021  |         |                  |
| Caio atende Manu, nova paciente que deu à luz há pouco mais de um mês. Caio e Sofia falam sobre o relacionamento que tiveram. Mari liga e cobra a presença de Caio no enterro da mãe.  |                 |                     |         |                  |
| "Tony – Sessão 1" | Selton Mello    | 4 de junho de 2021  |         |                  |
| Caio atende o motoboy Tony presencialmente pela primeira vez. Ele é atendido pró-bono, o que gera incômodo. Mari liga novamente e conta para o irmão como foi o enterro da mãe.        |                 |                     |         |                  |
| "Giovana – Sessão 1" | Selton Mello    | 4 de junho de 2021  |         |                  |
| Mari vai ao consultório do irmão, mas Caio evita falar sobre a herança da mãe. Caio atende Giovana, uma paciente que tem uma séria tendência a se degradar com sua aparência.          |                 |                     |         |                  |
| "Lidia – Sessão 1" | Selton Mello    | 4 de junho de 2021  |         |                  |
| Caio pede indicações de terapeutas e chega à Davi Greco. Caio atende Lidia, uma enfermeira que interrompeu o tratamento por conta dos plantões que fez durante a pandemia.             |                 |                     |         |                  |
| "Caio – Sessão 1" | Selton Mello    | 4 de junho de 2021  |         |                  |
| Caio vai ao consultório de Davi para sua primeira consulta. Os dois terapeutas se provocam e Caio revela não ter conseguido ir ao enterro da mãe e nem ao da filha.                    |                 |                     |         |                  |
| "Manu – Sessão 2" | Selton Mello    | 4 de junho de 2021  |         |                  |
| Sofia pede que Caio pare de lhe mandar mensagens. Manu chega para a consulta sem ter confirmado a sessão. Ela conta o peso que o nascimento da filha trouxe para sua vida.             |                 |                     |         |                  |
| "Tony – Sessão 2" | Selton Mello    | 4 de junho de 2021  |         |                  |
| Caio atende Tony e retoma o incômodo que o motoboy tem com a gratuidade das consultas, propondo uma forma de pagamento. Caio revela que Sofia lhe indicou um terapeuta infantil.       |                 |                     |         |                  |
| "Giovana – Sessão 2" | Selton Mello    | 4 de junho de 2021  |         |                  |
| Caio pesquisa sobre Davi na internet. A paciente Giovana encontra com o ex-marido antes da consulta e confessa que não queria que ele a tivesse visto no peso atual.                   |                 |                     |         |                  |
| "Lidia – Sessão 2" | Selton Mello    | 4 de junho de 2021  |         |                  |
| Lidia resgata a sessão anterior e conta um sonho recorrente com a esposa, figura até então não mencionada. Caio sugere que ela ainda não está pronta para voltar ao trabalho.          |                 |                     |         |                  |
| "Caio – Sessão 2" | Selton Mello    | 4 de junho de 2021  |         |                  |
| Caio vai a mais uma sessão com Davi e revela que a irmã o procurou porque a mãe deixou uma herança. Davi acredita que Caio criou uma armadura para lidar com o abandono da mãe.        |                 |                     |         |                  |
| "Manu – Sessão 3" | Selton Mello    | 11 de junho de 2021 |         |                  |
| Giovana liga para Caio durante a madrugada e o porteiro avisa que chegou um envelope. Em consulta, Manu se queixa de não ter privacidade em casa e conta sobre sua relação com a mãe.  |                 |                     |         |                  |
| "Tony – Sessão 3" | Selton Mello    | 11 de junho de 2021 |         |                  |
| Caio liga pra Sofia e uma voz masculina atende. Tony traz o primeiro pagamento do novo acordo, as marmitas da mãe. Mariana liga e insiste no assunto do envelope, mas Caio desliga.    |                 |                     |         |                  |
| "Giovana – Sessão 3" | Selton Mello    | 11 de junho de 2021 |         |                  |
| Caio atende Giovana e se desculpa por não atender às ligações dela na madrugada. Ela fala sobre sua relação com a comida e com seus pais. Caio retira o envelope do lixo.              |                 |                     |         |                  |
| "Lidia – Sessão 3" | Selton Mello    | 11 de junho de 2021 |         |                  |
| Lidia chega abatida e conta que se sentiu mal ao reencontrar um paciente que teve alta. A enfermeira aceita não voltar ao trabalho, mas muda ao receber uma ligação da chefe.          |                 |                     |         |                  |
| "Caio – Sessão 3" | Selton Mello    | 11 de junho de 2021 |         |                  |
| Caio começa a sessão com Davi falando sobre Sofia. Ele também conta sobre o envelope que trata da herança. Davi pontua questões sobre Caio, que discorda do terapeuta.                 |                 |                     |         |                  |
| "Manu – Sessão 4" | Selton Mello    | 18 de junho de 2021 |         |                  |
| Na sessão, Caio sugere que Manu fale sobre a consulta com o pediatra e ela conta sobre sua difícil relação com a amamentação. Caio pega o celular e vê o número de Tony na tela.       |                 |                     |         |                  |
| "Tony – Sessão 4" | Selton Mello    | 18 de junho de 2021 |         |                  |
| Tony se atrasa para a consulta e justifica que se envolveu em uma abordagem policial violenta para defender um colega. A cena foi toda filmada. Caio cogita ligar para Miguel.         |                 |                     |         |                  |
| "Giovana – Sessão 4" | Selton Mello    | 18 de junho de 2021 |         |                  |
| Giovana chega para a consulta contando que desceu alguns quarteirões antes e foi caminhando por recomendação médica. A consulta gira em torno da relação dela com o pai.               |                 |                     |         |                  |
| "Lidia – Sessão 4" | Selton Mello    | 18 de junho de 2021 |         |                  |
| Atrasada, Lidia chega ofegante na sessão. A enfermeira diz não se sentir bem após a conversa com o chefe e fala sobre sua relação com o trabalho. Sofia liga e se desculpa com Caio.   |                 |                     |         |                  |
| "Caio – Sessão 4" | Selton Mello    | 18 de junho de 2021 |         |                  |
| Na sessão com Davi, Caio fala sobre sua família. Ele conta quem é Miguel e o terapeuta fica surpreso. Caio reconhece que Davi é o melhor profissional para seu tratamento.             |                 |                     |         |                  |
| "Manu – Sessão 5" | Selton Mello    | 24 de junho de 2021 |         |                  |
| Caio assiste ao vídeo que Tony publicou nas redes e se orgulha. Em consulta, Manu segue relatando questões sobre a maternidade e fala também sobre a relação com a própria mãe.        |                 |                     |         |                  |
| "Tony – Sessão 5" | Selton Mello    | 24 de junho de 2021 |         |                  |
| Caio recebe um áudio de Miguel. Tony conta orgulhoso que correu muito com a moto na chuva para não se atrasar. O motoboy também fala sobre a insegurança que sente por ser manco.      |                 |                     |         |                  |
| "Giovana – Sessão 5" | Selton Mello    | 24 de junho de 2021 |         |                  |
| Giovana diz que engordou mais e descontou sua frustração na comida. Ela volta a falar da relação com o pai. No fim da sessão, Giovana diz que gostaria de abraçar Caio.                |                 |                     |         |                  |
| "Lidia – Sessão 5" | Selton Mello    | 24 de junho de 2021 |         |                  |
| Uma mulher bate à porta e Caio percebe que é Andressa, esposa de Lidia. Ela o acusa de ter sido negligente com a companheira. Mari se desentende com Caio ao falar sobre Miguel.       |                 |                     |         |                  |
| "Caio – Sessão 5" | Selton Mello    | 24 de junho de 2021 |         |                  |
| Na sessão com Davi, Caio se culpa pelo seu estado mental inconstante. Caio conta um pouco mais sobre a dinâmica entre seus pais e acaba encarando uma nova perspectiva sobre o pai.    |                 |                     |         |                  |
| "Manu – Sessão 6" | Selton Mello    | 2 de julho de 2021  |         |                  |
| Manu começa a sessão reclamando de cansaço. Ela conta que lembrou de uma caixa onde guardava cartas que escrevia para a mãe, mas não enviava. Manu também fala sobre a filha, Liz.     |                 |                     |         |                  |
| "Tony – Sessão 6" | Selton Mello    | 2 de julho de 2021  |         |                  |
| Tony conta que organizou uma paralisação com os colegas motoboys. Com as respostas evasivas de Caio, Tony nota que há algo errado. Caio é surpreendido por uma ligação de Giovana.     |                 |                     |         |                  |
| "Giovana – Sessão 6" | Selton Mello    | 2 de julho de 2021  |         |                  |
| Caio atende Giovanna após tê-la socorrido na noite anterior. Ela explica por que o procurou e conta sobre a pressão estética que sente. Caio é surpreendido por uma ligação de Miguel. |                 |                     |         |                  |
| "Lidia – Sessão 6" | Selton Mello    | 2 de julho de 2021  |         |                  |
| Caio pesquisa sobre Miguel. Lidia fala sobre o amor que sente pela companheira, mas também tem amor próprio. A enfermeira revela que foi diagnosticada com a Síndrome de Burnout.      |                 |                     |         |                  |
| "Caio – Sessão 6" | Selton Mello    | 2 de julho de 2021  |         |                  |
| Na consulta com Davi, Caio diz que cansou de fugir do passado e comenta que tem medo de tratar Miguel mal. Davi acredita que Caio precisa fazer as pazes com o já que viveu.           |                 |                     |         |                  |
| "Manu – Sessão 7" | Selton Mello    | 9 de julho de 2021  |         |                  |
| Caio decide entrar em contato com Miguel. Manu chega animada para a consulta e relata uma conversa sobre o passado e as dificuldades que a maternidade causou na relação com a mãe.    |                 |                     |         |                  |
| "Tony – Sessão 7" | Selton Mello    | 9 de julho de 2021  |         |                  |
| Tony chega para a sessão com um visual diferente: está usando uma jaqueta com protetores. O motoboy conta empolgado sobre o protesto e seus planos para o futuro profissional.         |                 |                     |         |                  |
| "Giovana – Sessão 7" | Selton Mello    | 9 de julho de 2021  |         |                  |
| Giovana chega com o visual repaginado e conta novidades. Caio pergunta sobre a cirurgia revisional e ela diz que não fará o procedimento. Sofia tenta várias vezes ligar para Caio.    |                 |                     |         |                  |
| "Miguel – Sessão 7" | Selton Mello    | 9 de julho de 2021  |         |                  |
| Caio ouve uma mensagem de áudio enviada por Lidia e comemora. O terapeuta é surpreendido por uma visita de Miguel, que pede ao irmão para deixar tudo que já aconteceu no passado.     |                 |                     |         |                  |
| "Caio – Sessão 7" | Selton Mello    | 9 de julho de 2021  |         |                  |
| Caio conta para Davi sobre seu encontro com Miguel. Davi entrega para Caio uma carta deixada pela mãe dele. Caio diz que Davi o ajudou a recuperar o prazer pela profissão.            |                 |                     |         |                  |

## Prêmios e indicações
| Ano  | Prêmio                 | Categoria                                | Indicado            | Resultado | Ref.          |
| ---- | ---------------------- | ---------------------------------------- | ------------------- | --------- | ------------- |
| 2014 | Prêmio F5              | Série ou Minissérie do Ano               | Sessão de Terapia   | Indicado  | [ 91 ]        |
| 2014 | Prêmio F5              | Ator do Ano (série ou minissérie)        | Zé Carlos Machado   | Indicado  | [ 92 ]        |
| 2014 | Prêmio F5              | Atriz do Ano (série ou minissérie)       | Letícia Sabatella   | Indicada  | [ 93 ]        |
| 2019 | Troféu APCA            | Melhor Atriz                             | Fabiula Nascimento  | Indicada  | [ 94 ]        |
| 2021 | Prêmio Contigo! Online | Melhor Ator de Série                     | Selton Mello        | Venceu    | [ 95 ] [ 96 ] |
| 2021 | Prêmio Contigo! Online | Melhor Atriz Coadjuvante de Novela/Série | Luana Xavier        | Indicada  | [ 95 ] [ 96 ] |
| 2021 | Prêmio Contigo! Online | Melhor Atriz Coadjuvante de Novela/Série | Miwa Yanagizawa     | Indicada  | [ 95 ] [ 96 ] |
| 2021 | Prêmio Contigo! Online | Melhor Ator Coadjuvante de Novela/Série  | Christian Malheiros | Indicado  | [ 95 ] [ 96 ] |
| 2021 | Prêmio Contigo! Online | Melhor Ator Coadjuvante de Novela/Série  | Rodrigo Santoro     | Indicado  | [ 95 ] [ 96 ] |